# بذيرة جيرية متناسقة
بذيرة جيرية متناسقة (الاسم العلمي:Coccolithus formosus) هي نوع من الأسناخ الصبغية يتبع جنس البذيرة الجيرية من الفصيلة البذيرية الجيرية.